# 白河市民会館
白河市民会館（しらかわしみんかいかん）は、福島県白河市に存在した多目的ホールである。

## 概要
1964年6月30日開館。
座席数1,314席を有し、福島県県南地方では最大。市が主催するものを中心に、各種催し物等に活用されていた。
管理運営は、指定管理業者であるNPO法人カルチャーネットワークにより行われていた。

## アクセス
- JR東北本線白河駅より徒歩5分。
- 駐車場が49台分設けられており、車での来場も可能であった。ただし、周辺の道路が狭いことから、バスなどの大型車は入場不可。
- 白河市役所に隣接していた。

## 白河文化交流館コミネス建設事業
白河市民会館は1964年に建設され、以後50年以上が経過、老朽化が顕著であった。また、音響をはじめとする各種機材の機能が現在の文化芸術ニーズにマッチしていないことに加え、東日本大震災の被害による劣化、更にはユニバーサルデザインの導入や耐震化への対応が求められるなど、施設の更新が必要な状況となっていた。
このような現状をふまえ、市では、2011年10月に「白河市市民文化会館建設基本構想」を策定、白河駅に隣接する敷地に、新たな白河文化交流館コミネスの建設を進めていた。
これに伴い、2016年8月6日に開催された最終公演をもって閉館、カルチャーネットワークによる窓口業務も、同年8月31日をもってコミネスへ移転した。